# Samonabíjecí zbraň

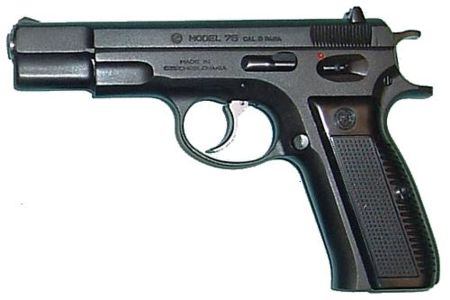
Samonabíjecí pistole CZ 75

Samonabíjecí zbraň je zbraň, u níž tlak plynů, vznikajících při výstřelu, vykonává stejnou činnost jako u automatické zbraně, ale spoušťový mechanismus umožňuje střelbu pouze jednotlivými ranami.
Pro tento typ zbraní se používá také označení poloautomatická zbraň [zdroj?].
Definice podle zákona: Samonabíjecí zbraň je palná zbraň, u níž se opětovné nabití a napnutí bicího mechanismu děje v důsledku předchozího výstřelu a u které konstrukce neumožňuje více výstřelů na jedno stisknutí spouště.
Patří sem zejména současné pistole, pušky používané zejména v letech kolem druhé světové války a civilní verze moderních pušek.